# صالح ادیبی
صالح ادیبی (زاده ۱۳۴۳ در سنندج - ) استاد دانشگاه، سیاستمدار و دیپلمات ایرانی ، سفیر و نماینده تام‌الاختیار (سابق) جمهوری اسلامی ایران در ویتنام و اولین سفیر اهل سنت جمهوری اسلامی ایران است که در دوران ریاست جمهوری دکتر حسن روحانی ،  به مدت ۵ سال به عنوان سفیر، مشغول به خدمت بوده است.

## زمینه‌های انتصاب اولین سفیر سنی
.